# Чекмасова, Зоя Константиновна
Зо́я Константи́новна Чекма́сова (25 апреля (8 мая) 1900, Минск, Российская империя — 11 января 2007, Самара, Россия) — советская театральная актриса. Народная артистка РСФСР (1956).

## Биография
Родилась в Минске 25 апреля (8 мая) 1900 года в семье сына архитектора Константина Чекмасова.
Училась в Гомельской женской гимназии. В 1921 году окончила Одесский театральный техникум, работала актрисой в Одесском драматическом театре под руководством Н. И. Собольщикова-Самарина.
В 1923—1927 годах работала в Киевском театре, в 1928—1934 годах — в Воронежском театре.
В 1935—1964 годах — актриса Куйбышевского театра драмы им. Горького.
Была замужем за актёром театра, народным артистом РСФСР Г. А. Шебуевым. Внучка — заслуженная артистка РФ Шебуева, Ольга Михайловна.
Скончалась 11 января 2007 года в Самаре. Похоронена на Актёрской аллее Городского кладбища.

## Роли в театре
- «Варвары» М. Горького — Надежда Поликарповна Монахова
- «Враги» М. Горького — Полина Дмитриевна Бардина
- «Глубокая разведка» А. А. Крона — Маргарита Феофановна
- «Персональное дело» А. П. Штейна — Наталья Васильевна Малютина
- «Ревизор» Н. В. Гоголя — Марья Антоновна
- «Без вины виноватые» А. Н. Островского — Нина Павловна Коринкина
- «Волки и овцы» А. Н. Островского — Глафира Алексеевна
- «Чайка» А. П. Чехова — Полина Андреевна
- «Нора» по Г. Ибсену — Нора
- «Стакан воды» Э. Скриба — королева Анна
- «Собака на сене» Лопе де Вега — Диана, графиня де Бельфлёр

## Звания
- заслуженная артистка РСФСР (1937).
- народная артистка РСФСР (1956)